# Plauditus virilis
Plauditus virilis is een haft uit de familie Baetidae. De wetenschappelijke naam van de soort is voor het eerst geldig gepubliceerd in 1923 door McDunnough.
De soort komt voor in het Nearctisch gebied.